# Congresso nazionale per la difesa del popolo
Il Congresso Nazionale per la Difesa del Popolo o CNDP (in francese Congrès national pour la défense du peuple) è un gruppo ribelle al governo della Repubblica Democratica del Congo istituito da Laurent Nkunda nella regione del Kivu.

## Storia
Il CNDP è  dal 2008 impegnato in un conflitto in Kivu contro l'esercito della Repubblica Democratica del Congo.
L'area sotto il controllo di Nkunda si trova a nord del lago Kivu nel Nord Kivu e nei territori di Masisi e Rutshuru. Esso è in continua espansione causata dalla conquista di nuove città.